# Houdini (Dua Lipa-dal)
A Houdini című dal az angol-albán származású Dua Lipa 2023. november 10-én megjelent első, kimásolt dala, közelgő harmadik stúdióalbumáról. A dal producere Danny L Harle és Kevin Parker voltak. Lipa a dalt Harle-lel, Parkerrel, Caroline Ailinnal és Tobias Jesso Jr-vel közösen írta. A dal kereskedelmi szempontból sikeres volt. Bulgáriában, Belgiumban, Horvátországban, Görögországban, és Oroszországban első helyezést ért el a listákon, második helyet pedig az Egyesült Királyság kislemezlistáján szerzett. A legjobb 10 közé pedig Ausztráliában, Kanadában, Csehországban, Franciaországban, Németországban, Magyarországon, Írországban, Lettországban, Litvániában, Luxemburgban, Hollandiában, Dél-Afrikában, és Svájcban került.

## Előzmények

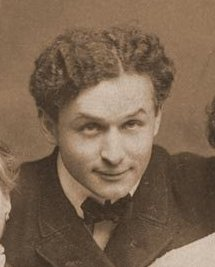
A dal a címét a magyar származású Harry Houdiniről kapta

2023 elején Lipa bejelentette, hogy közelgő harmadik stúdióalbuma valamikor 2024-ben jelenik meg teljesen új hangzásvilággal, ami azt jelenti, hogy eltávolodik a Future Nostalgia (2020) diszkó hangzásától, és nagyobb hangsúlyt fektet a 70-es évek pszichedéliájából. Miután 2023 októberében törölte az összes Instagram bejegyzését, Lipa egy vörös hajú képet tett fel magáról "hiányzok?" felirattal. Október 27-én megosztott egy közeli képet egy kulcsról a fogai között a "Fogj el, vagy megyek" kifejezés kíséretében. Az új dalra várva Lipa korábbi albumainak borítóját kaleidoszkópszerű változatokra cserélte a streaming platformokon.
Lipa 2023. október 21-én közzétette a dal előzetesét utalva a bejegyzésben szereplő dal címére. A dal a "Houdini" címet kaptam, melyet Harry Houdini szabadulóművészről nevezett el. Lipa rajongói párhuzamot vontak Kate Bush 1982-ben megjelent azonos című dalával is, aki szintén Houdinire hivatkozik, hogy kulcsot ad a szájába a "The Dreaming" (1982) című albumának borítóján.

## Kritikák
A dal általában pozitív kritikát kapott a zenekritikusoktól. Helen Brown a The Independenttől öt csillagot adott az ötből, megemlítve, hogy bár "a szövegben van némi ravasság, (...) a pop nem helye a pedánsságban - különösen akkor nem, ha olyan énekesről van szó, akinél beütött a "lockdown" ahogyan a "Levitating" dalban nevet a gravitációval szemben.
Rhian Daly, az NME munkatársa ötből négy csillagot adott a dalra, és azt írta, hogy bár lehet, megváltoztattja a hangpalettáját, de egy dologban bízhatsz, hogy Dua konzisztens lesz. Önbizalommal teli arcot mutat, mely segít feloldani önmagunk hangulatát, mégha csak három percre is.
Betsy Reed a The Guardiantől szintén öt csillagból négyet adott a dalnak, majd azt mondta, hogy nagyon fülbemászó a dal, anélkül, hogy dühöngne. Meggyőzőbben ötvözi a vintage sonics iránti elismerését, a gyémántszerú popdalírással, ahogyan a Future Nostalgia dalaiban is tette. Lipa, mint popsztár egyértelműen arra utal, hogy a "Houdini" dominanciája nem fenyegeti.
Robin Murray a Clash magazintól azt mondta, hogy a dalban Dua Lipa azt csinálja, amit a legjobban tud. Ő egy csillogó, napfényes popsztár, aki arra vágyik, hogy hatalmas tereket uraljon. A Pitchforknak írt Shaad D'Souza megemlítette, hogy Lipa gúnyolódik egy férfival, aki bebizonyítja, hogy megérdemli a figyelmét, mégpedig a pimasz, sebethetetlen Future Nostalgia módban. Kevin Parker és Danny L. Harle produkciója azonban bebizonyítja a hiányzó lendületet és szikrát Lipa eddigi klubszámaiból.

### Év végi összesítések
| Publikáció    | Megnevezés                 | Helyezés | Ref.   |
| ------------- | -------------------------- | -------- | ------ |
| NME           | The 50 Best Songs of 2023  | 31       | [ 21 ] |
| Rolling Stone | The 100 Best Songs of 2023 | 36       | [ 22 ] |
| USA Today     | Best Songs of 2023         | N/A      | [ 23 ] |

## Videoklip
A "Houdini" klipjét Manu Cossu rendezte, és a dallal egyidőben jelent meg. A történet egy táncstúdióban játszódik, ahol a vörös hajú Lipa egy koreográfiát ad elő vörös hajú táncosokkal együtt. A Vogue szerint a videó úgy tűnik, hogy Madonna Hung Up című videójára tesz utalást.

## Számlista
| - Kazetta/ CD / Digitális letöltés / streaming 1. "Houdini" – 3:05 - Digitális letöltés – extended edit 1. "Houdini" (extended edit) – 5:53 - Streaming – extended edit 1. "Houdini" (extended edit) – 5:53 2. "Houdini" – 3:05 - Digitális letöltés – Adam Port mix 1. "Houdini" (Adam Port mix) – 3:22 - Streaming – Adam Port mix 1. "Houdini" (Adam Port mix) – 3:22 2. "Houdini" – 3:05 3. "Houdini" (extended edit) – 5:53 - 7-inch kislemez 1. "Houdini" 2. "Houdini" (instrumental) | - Digitális letöltés– London sessions 1. "Houdini" (London sessions) – 3:02 - Streaming – London sessions 1. "Houdini" (London sessions) – 3:02 2. "Houdini" – 3:05 3. "Houdini" (Adam Port mix) – 3:22 4. "Houdini" (extended edit) – 5:53 - Digitális letöltés– Danny L Harle slowride mix 1. "Houdini" (Danny L Harle slowride mix) – 3:05 - Streaming – Danny L Harle slowride mix 1. "Houdini" (Danny L Harle slowride mix) – 3:05 2. "Houdini" (London sessions) – 3:02 3. "Houdini" – 3:05 4. "Houdini" (Adam Port mix) – 3:22 5. "Houdini" (extended edit) – 5:53 |

## Slágerlista
| Slágerlista (2023–2024)                   | Legmagasabb helyezés |
| ----------------------------------------- | -------------------- |
| Argentina (Argentina Hot 100)             | 59                   |
| Ausztrália (ARIA)                         | 7                    |
| Ausztria (Ö3 Austria Top 40)              | 14                   |
| Belgium (Ultratop 50 Flanders)            | 1                    |
| Belgium (Ultratop 50 Wallonia)            | 1                    |
| Bolivia (Monitor Latino)                  | 14                   |
| Brazil (Brasil Hot 100)                   | 54                   |
| Bulgaria (PROPHON)                        | 1                    |
| Kanada (Canadian Hot 100)                 | 5                    |
| Kanada AC (Billboard)                     | 4                    |
| Kanada CHR/Top 40 (Billboard)             | 5                    |
| Kanada Hot AC (Billboard)                 | 3                    |
| Chile Anglo (Monitor Latino)              | 1                    |
| CIS (TopHit)                              | 2                    |
| Colombia Anglo (Monitor Latino)           | 1                    |
| Croatia (Billboard)                       | 23                   |
| Croatia (HRT)                             | 1                    |
| Csehország (Rádio Top 100)                | 1                    |
| Csehország (Singles Digitál Top 100)      | 34                   |
| Dánia (Tracklisten Top 40)                | 17                   |
| Ecuador (Monitor Latino)                  | 20                   |
| Finnország (Singlet Top 20)               | 31                   |
| Franciaország (Single Top 100)            | 7                    |
| Németország (Media Control Charts)        | 9                    |
| Global 200 (Billboard)                    | 3                    |
| Greece (IFPI)                             | 1                    |
| Magyarország (Single Top 40)              | 9                    |
| Iceland (Plötutíðindi)                    | 18                   |
| Írország (IRMA)                           | 6                    |
| Olaszország (FIMI)                        | 17                   |
| Japan Hot Overseas (Billboard Japan)      | 2                    |
| Latvia (LAIPA)                            | 12                   |
| Latvia Airplay (LAIPA)                    | 1                    |
| Lebanon (Lebanese Top 20)                 | 4                    |
| Lithuania (AGATA)                         | 5                    |
| Luxembourg (Billboard)                    | 3                    |
| MENA (IFPI)                               | 12                   |
| Hollandia (Top 40)                        | 3                    |
| Hollandia (Single Top 100)                | 11                   |
| Új-Zéland (Recorded Music NZ)             | 13                   |
| Nicaragua (Monitor Latino)                | 19                   |
| Nigeria (TurnTable Top 100)               | 30                   |
| North Macedonia (Radiomonitor)            | 1                    |
| Norvégia (VG-lista)                       | 11                   |
| Panama (PRODUCE)                          | 4                    |
| Paraguay (Monitor Latino)                 | 2                    |
| Poland (Polish Airplay Top 100)           | 4                    |
| Poland (Polish Streaming Top 100)         | 13                   |
| Portugália (AFP Top 100 Singles)          | 13                   |
| Románia (Romanian Radio Airplay)          | 12                   |
| Románia (Romanian TV Airplay)             | 12                   |
| Oroszország Airplay (TopHit)              | 1                    |
| Singapore (RIAS)                          | 24                   |
| Szlovákia (Rádio Top 100)                 | 1                    |
| Szlovákia (Singles Digitál Top 100)       | 14                   |
| South Africa Airplay (TOSAC)              | 4                    |
| South Korea BGM (Circle)                  | 63                   |
| South Korea Download (Circle)             | 125                  |
| Spanyolország (PROMUSICAE)                | 24                   |
| Svédország (Sverigetopplistan)            | 13                   |
| Svájc (Schweizer Hitparade)               | 3                    |
| UAE (IFPI)                                | 11                   |
| Ukrajna Airplay (TopHit)                  | 60                   |
| Egyesült Királyság (UK Singles Chart)     | 2                    |
| US Billboard Hot 100                      | 11                   |
| US Adult Contemporary (Billboard)         | 14                   |
| US Adult Top 40 (Billboard)               | 7                    |
| US Hot Dance/Electronic Songs (Billboard) | 1                    |
| US Mainstream Top 40 (Billboard)          | 9                    |
| US Rhythmic (Billboard)                   | 34                   |
| Venezuela (Record Report)                 | 35                   |

| Slágerlista (2023)       | Legmagasabb helyezés |
| ------------------------ | -------------------- |
| CIS (TopHit)             | 3                    |
| Paraguay (SGP)           | 10                   |
| Russia Airplay (TopHit)  | 5                    |
| Ukraine Airplay (TopHit) | 86                   |

| Slágerlista (2023)         | Helyezés |
| -------------------------- | -------- |
| CIS (TopHit)               | 167      |
| Netherlands (Dutch Top 40) | 69       |

## Tanúsítványok
| Régió                                                            | Minősítés | Eladott példányszám |
| ---------------------------------------------------------------- | --------- | ------------------- |
| Ausztrália (ARIA)                                                | arany     | 35 000‡             |
| Franciaország (SNEP)                                             | arany     | 100 000‡            |
| Egyesült Királyság (BPI)                                         | ezüst     | 200 000‡            |
| ‡ Eladási+streaming példányszámok kizárólag a minősítés alapján. |           |                     |

## Megjelenések
| Ország             | Dátum              | Formátum(ok)               | Változatok                 | Label  | Ref.                            |
| ------------------ | ------------------ | -------------------------- | -------------------------- | ------ | ------------------------------- |
| Különböző          | 2023.november 10.  | Digital download streaming | Original                   | Warner | [ 2 ]                           |
| Franciaország      | 2023.november 10.  | Radio airplay              | Original                   | Warner | [ 105 ]                         |
| Olaszország        | 2023.november 10.  | Radio airplay              | Original                   | Warner | [ 106 ]                         |
| Egyesült Királyság | 2023.november 23.  | Cassette CD                | Original                   | Warner | [ 107 ] [ 108 ] [ 109 ]         |
| Egyesült Államok   | 2023.november 14.  | Contemporary hit radio     | Original                   | Warner | [ 110 ]                         |
| Különböző          | 2023. december 1.  | Digital download streaming | Extended edit              | Warner | [ 111 ]                         |
| Különböző          | 2023. december 22. | Digital download streaming | Adam Port mix              | Warner | [ 112 ]                         |
| Európa             | 2023. december 29. | 7-inch single cassette CD  | Original instrumental      | Warner | [ 113 ] [ 114 ] [ 115 ] [ 116 ] |
| Egyesült Királyság | 2023. december 29. | 7-inch single cassette CD  | Original instrumental      | Warner | [ 117 ] [ 118 ] [ 119 ] [ 120 ] |
| Különböző          | 2024. január 12.   | Digital download streaming | London sessions            | Warner | [ 121 ]                         |
| Különböző          | 2024. január 19.   | Digital download streaming | Danny L Harle slowride mix | Warner | [ 122 ]                         |
| Egyesült Államok   | 2024. február 23.  | 7-inch single cassette CD  | Original instrumental      | Warner | [ 123 ] [ 124 ] [ 125 ]         |